# Judi Leinweber
Judi Leinweber, coniugata McIntosh (Kimberley, 13 giugno 1950), è un'ex sciatrice alpina canadese.

## Biografia
Sciatrice polivalente, Judi Leinweber in Coppa del Mondo esordì il 19 gennaio 1967 a Schruns in slalom speciale, senza completare la prova, e ottenne il primo piazzamento il 10 marzo dello stesso anno a Franconia in discesa libera (27ª); nella stagione successiva disputò i X Giochi olimpici invernali di Grenoble 1968, sua unica presenza olimpica e iridata, classificandosi 20ª nella discesa libera, 25ª nello slalom gigante e non completando lo slalom speciale. Il 24 febbraio dello stesso anno conquistò il miglior risultato in Coppa del Mondo, a Oslo in slalom gigante (5ª); si ritirò al termine della successiva stagione 1968-1969 e il suo ultimo piazzamento agonistico fu il 16º posto ottenuto dalla Leinweber nello slalom speciale di Coppa del Mondo disputato il 22 marzo a Waterville Valley.

## Palmarès

### Coppa del Mondo
- Miglior piazzamento in classifica generale: 29ª nel 1968

### Campionati canadesi
- 4 medaglie (dati parziali)[4]:
  - 2 ori (slalom speciale, combinata nel 1969)
  - 2 bronzi (discesa libera, slalom gigante nel 1969)